# Aguilar, Colorado
Aguilar är en kommun (town) i Las Animas County i Colorado. Orten har fått namn efter politikern José Ramón Aguilar. Vid 2010 års folkräkning hade Aguilar 538 invånare.